# Кинофантастика

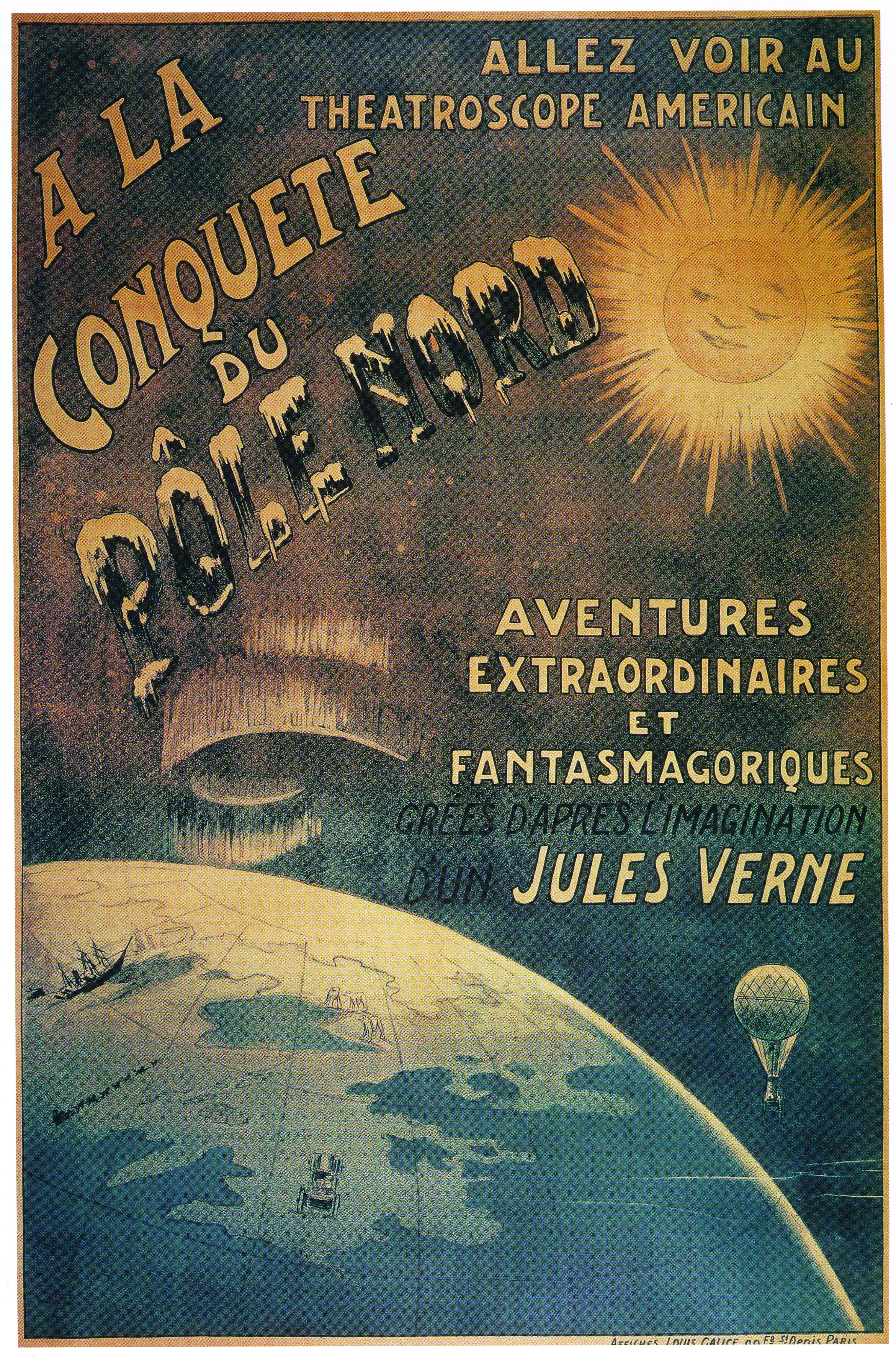

Кинофанта́стика — направление и жанр художественной кинематографии, который можно охарактеризовать повышенным уровнем условности. Образы, события и антураж фантастических фильмов часто намеренно отстранены от обыденной реальности — это может делаться как для достижения специфических художественных задач, добиться которых создателям фильма удобнее средствами фантастики, чем средствами реалистического кино, так и просто для развлечения зрителя (последнее характерно прежде всего для жанрового кино). Характер условности зависит от конкретного направления или жанра — научная фантастика, фэнтези, фантасмагория, психоделика, сюрреалистический юмор, альтернативная история, буффонада, супергероика и мистика — однако все они могут широко пониматься как кинофантастика. Элементы фантастики также могут быть в ужасах и семейных фильмах.
Эволюция кинофантастики во многом следовала за эволюцией гораздо более динамично развивающейся фантастической литературы. Однако кинематограф с самого начала обладал свойством визуальности, которого письменная литература практически лишена. Движущееся изображение воспринимается зрителем как достоверное, существующее здесь и сейчас, причём ощущение достоверности не зависит от того, насколько фантастично разворачивающееся на экране действие. Это свойство восприятия зрителем кинематографа приобрело особое значение после появления спецэффектов.
В XXI веке кинофантастика — один из самых популярных и прибыльных жанров кино. Фантастические фильмы, такие как «Аватар», «Звёздные войны: Пробуждение Силы» и «Мир юрского периода», составляют большинство в числе самых кассовых блокбастеров в истории.
По кинофантастике и смежным сферам существуют премии или отдельные номинации: «Сатурн», «Хьюго» (за фильмы и телесериалы), Небьюла, премия читателей журнала «Science Fiction Chronicle», премия Лорда Рутвена, премия Брэма Стокера, Британская премия фэнтези, Балрог, Зал славы научной фантастики и фэнтези, японская премия Сэйун, «Итоги года» от журнала «Мир Фантастики».

## Определение
Кинофантастика — широкое понятие, обозначающее наличие в фильме фантастических и несуществующих в реальном мире явлений. Существует множество подвидов фантастики, но в целом в кинематографе он держится на триаде фэнтези — научная фантастика — ужасы. Фэнтези означает обращение к традиционным сказкам, магии и мифологии, научная фантастика обращается к достижениям технологий мифологии технической эры. Ужасы сами по себе не являются фантастикой, но вносят неоспоримый вклад в развитие кинофантастики. Многие фантастические фильмы сочетают как минимум два жанра, например ужасы с фэнтези формируют поджанры неоготики и мистического ужаса, в котором было снято множество фильмов о призраках, вампирах или оборотнях. В сочетании фантастики и фэнтези были сняты фильмы о супергероях и космические оперы, самый знаменитый пример — «Звёздные войны». Сочетание ужасов и научной фантастики образует жанры тёмной фантастики (например серия «Чужой», «Нечто») и фильмы о монстрах (Годзилла, Кинг-Конг).

### Связь кинофантастики и мифологии
Мифология — один из основных структурных компонентов кинофантастики, она играет более важную роль, чем, собственно идеи, пришедшие из науки. Датский философ и фантастиковед Пер Шельд в своей книге «Андроиды, гуманоиды и другие фольклорные монстры» отметил это, как отличие фантастического кино от научно-фантастической литературы, которая всё-таки сохраняет связь с наукой. Мария Галина обратила внимание, что опора на древние мифологические образы и архетипы характерна скорее для массовой жанровой кинофантастики, чем для элитарного арт-хауса. К примеру, океан Соляриса не опирается на какие-либо фольклорные представления, и этот фильм Тарковского так и не стал частью социального контекста эпохи, в то время как название другого фантастического фильма Андрея Арсеньевича — Сталкер превратилось с одной стороны — в имя нарицательное, а с другой — в продаваемый бренд массовой культуры. Это можно объяснить тем, что враждебное пространство, которое можно умилостивить за счёт ритуалов, таких как разбрасывание гаек — архетипический образ, вполне традиционный для мифологии.

## История

### Кинофантастика 1990-х годов

#### Неоготика
В 1990-х оформилось и обрело силу совершенно новое направление в фантастическом кинематографе, которое начали называть «неоготикой» («новой готикой»). Фильмы этого направления обычно использовали мотивы и антураж классической готики, однако изощрённое мастерство операторов и художников создавало на экране совершенно новое эстетическое пространство, которое невозможно соотнести с прежними готическими фильмами, тяготевшими к изобразительному аскетизму и нуару. В неоготику влились витиеватость фэнтезийных иллюстраций Фразетты и Уэлана, изобразительный фотогламур, художественные находки авторов паропанка и возможности современных технологий создания спецэффектов.
Неоготика, взаимодействуя с усиливающимися традициями экранизаций комиксов, вскоре породила ещё одно направление, для которого характерные для готики мотивы сочетаются с современным (в основном) антуражем. Взаимодействие этих эстетик эффектно продемонстрировали «Ворон» и «Интервью с вампиром», другие примеры такого кино — фильмы «Блэйд» (Blade, 1998) и «Другой мир» (Underworld, 2003).

#### «Виртуальность»
По мере того, как возникший в 1980-х годах киберпанк закреплялся и становился общепризнанным направлением в литературной фантастике и массовой культуре вообще, интерес к его образному ряду стал проявлять и кинематограф. Первым среди крупнобюджетных фильмов, сознательно сделанных в рамках этого направления, стал фильм Роберта Лонго «Джонни-мнемоник» (1995), поставленный по мотивам одноимённого рассказа классика киберпанка Уильяма Гибсона. Из-за целого ряда компромиссных и половинчатых решений, продиктованных коммерческим характером проекта, фильм, в отличие от оригинального рассказа, получился недостаточно радикальным и был раскритикован поклонниками киберпанка и весьма сдержанно воспринят массовым зрителем. Тем не менее, сейчас этот фильм признаётся существенной вехой в жанровом кинематографе, а его влияние на последующие более успешные проекты заметно хотя бы в том, что исполнивший в нём главную роль Киану Ривз был впоследствии приглашён на роль Нео в кинотрилогии «Матрица».

## Кинофестивали и кинопремии
- Международный фестиваль фантастических фильмов Фантаспорту (Fantasporto)
- Международный фестиваль фантастических фильмов в Авориазе
- Международный фестиваль фантастических фильмов в Жерармере
- Международный фестиваль фантастических фильмов в Брюсселе

- Премия Хьюго за лучшую постановку
- Премия Американской академии кинофантастики «Сатурн»